# Pelicano-peruano
O pelicano-peruano (Pelecanus thagus) é um pelicano nativo do Chile e Peru. Às vezes é considerado uma sub-espécie de pelicano-pardo (Pelecanus ocidentalis), o pelicano-pardo-peruano (Pelecanus ocidentalis thagus).